# Густавус (аеропорт)
Аеропорт Густавус (англ. Gustavus Airport), (IATA: GST, ICAO: PAGS, FAA ідент. місц.: GST) — державний цивільний аеропорт, розташований в населеному пункті Густавус (Аляска), США.
Діяльність аеропорту субсидується за рахунок коштів Федеральної програми США Essential Air Service (EAS) щодо забезпечення повітряного сполучення між невеликими населеними пунктами країни.

## Операційна діяльність
Аеропорт Густавус займає площу в 737 га, розташований на висоті 11 метрів над рівнем моря і експлуатує дві злітно-посадочні смуги:
- 11/29 розмірами 2049 x 46 метрів з асфальтовим покриттям;
- 2/20 розмірами 959 x 18 метрів з асфальтовим покриттям.

У період з 1 січня 2006 по 1 січня 2007 року Аеропорт Густавус обробив 5750 операцій з злетів і посадок літаків (в середньому 15 операцій в день), з них 57 % припало на аеротаксі, 38 % — на авіацію загального призначення, 3 % склали рейси регулярної комерційної авіації і 1 % — військова авіація. В даний період в аеропорту базувалося 30 літаків, з них 97 % склали однодвигунові і 3 % — вертольоти.

## Авіакомпанії і пункти призначення
| Авіакомпанія    | Пункт призначення |
| --------------- | ----------------- |
| Air Excursions  | Джуно             |
| Alaska Airlines | Джуно (сезонний)  |
| Fjord Flying    | Джуно             |
| Wings of Alaska | Джуно             |